# Manas-czʽu
Manas-czʽu – rzeka w Bhutanie i Indiach, prawy dopływ Brahmaputry. Liczy 350 km długości.
Rzeka ma swoje źródła w Himalajach Wysokich na północnych stokach góry Kulha-kʽangri (7539 m n.p.m.), położonej w Chinach. Źródłowy odcinek rzeki nosi nazwę Njamdzong-cz'u lub Kuru-cz'u. Następnie przepływa przez Bhutan i Nizinę Hindustańską. Wpada do Brahmaputry w okolicach miasta Abhajapuri w indyjskim stanie Asam.